# Cruzeiro Esporte Clube
Cruzeiro Esporte Clube (forkortet Cruzeiro E.C., Cruzeiro) er en fodboldklub beliggende i byen Belo Horizonte, delstaten Minas Gerais i Brasilien. Klubben, som blev stiftet den 21. januar 1921, har sit fokus på fodbold og volleyball, men har også afdelinger med semi-professionelle hold i atletik og andre sportsgrene.

## Titler
Kontinentale
- Copa Libertadores da Ameríca (2): 1976, 1977

- Recopa Sudamericana (1): 1998

Nationale
- Campeonato Brasileiro Série A: (4) 1966, 2003, 2013, 2014

- Copa do Brasil: (6) 1993, 1996, 2000, 2003,2017, 2018

Statslige
- Campeonato Mineiro: (40): 1926, 1928, 1929, 1930, 1940, 1943, 1944, 1945, 1956, 1959, 1960, 1961, 1965, 1966, 1967, 1968, 1969, 1972, 1973, 1974, 1975, 1977, 1984, 1987, 1990, 1992, 1994, 1996, 1997, 1998, 2002, 2003, 2004, 2006, 2008, 2009, 2011, 2014, 2018, 2019